# Cantonul Aspres-sur-Buëch
Cantonul Aspres-sur-Buëch este un canton din arondismentul Gap, departamentul Hautes-Alpes, regiunea Provence-Alpes-Côte d'Azur, Franța.

## Comune
- Aspremont
- Aspres-sur-Buëch (reședință)
- La Beaume
- La Faurie
- La Haute-Beaume
- Montbrand
- Saint-Julien-en-Beauchêne
- Saint-Pierre-d'Argençon